# برادي سميث (لاعب كرة قدم أمريكية)
برادي سميث (بالإنجليزية: Brady Smith)‏ هو لاعب كرة قدم أمريكية أمريكي، ولد في 5 يونيو 1973 في رويال أوك في الولايات المتحدة.

## وصلات خارجية
- برادي سميث على موقع مرجع كرة القدم المحترفة.كوم (الإنجليزية)